# Rhinella pygmaeus
Rhinella pygmaeus és una espècie de gripau de la família Bufonidae. És endèmica del Brasil. El seu hàbitat natural inclou boscos secs tropicals o subtropicals, zones d'arbustos, aiguamolls d'aigua dolça, jardins rurals, àrees urbanes i estanys. Està amenaçada d'extinció.